# Etymologische Figur
Die etymologische Figur (lateinisch figura etymologica) ist ein rhetorisches Stilmittel, bei dem Worte verschiedener Wortarten, z. B. ein Verb und ein Substantiv mit demselben Wortstamm (z. B. kämpfen und Kampf) miteinander verbunden werden („einen Kampf kämpfen“). Sie kann zur Bekräftigung oder Verstärkung der Wortbedeutung dienen. Es ist ein Sonderfall des Polyptotons.
Grundelement der figura etymologica ist die Wiederholung der Wortbasis. So wird dann auch von „flektierter Iteration“ gesprochen. In der Kombination aus Substantiv und Verb findet sie sich in etlichen, auch nichtindogermanischen Sprachen. Die Wiederholung kann jedoch grundsätzlich als Substantiv, Adjektiv, Adverb oder Verb auftreten. Teilweise kommt sogar eine völlig unveränderte Wiederholung vor.

## Grammatik im Deutschen
Die Verbindung eines Verbs mit einem etymologisch stammverwandten Akkusativobjekt wird in der linguistischen Forschung als inneres Objekt oder kognates Objekt, in älteren Grammatiken auch als Akkusativ des Inhalts bezeichnet. Aus sprachwissenschaftlicher Sicht besonders an dieser Konstruktion ist, dass eigentlich intransitive Verben dennoch kognate Akkusativobjekte führen können. Beispiel: Zum Verb schlafen gibt es normalerweise kein Akkusativobjekt („er schläft jemanden“ oder „er schläft irgendetwas“ ist ungrammatisch), aber man kann „einen ruhigen Schlaf schlafen“. Semantisch zeichnet kognate Objekte aus, dass sie typischerweise ein Hervorbringen-Ereignis ausdrücken, das heißt: Ein kognates Objekt drückt das durch die Handlung erzeugte Ergebnis aus (Schlag in "sie schlägt einen harten Schlag"), statt z. B. den Empfänger der Handlung (Kerl in "sie schlägt einen harten Kerl).
Uneinigkeit herrscht in der Literatur darüber, ob auch Akkusativobjekte mit einer zwar nicht etymologischen, aber zumindest engen semantischen Verwandtschaft unter die kognaten Objekte zu zählen sind (siehe z. B. „einen heldenhaften Tod sterben“, wobei auch sterben normalerweise intransitiv ist).
Im Sinne der Etymologie geht es bei der etymologischen Figur, genau genommen, nicht um den Wortstamm, sondern um die gemeinsame Wortwurzel. Dabei sind auch in der deutschen Sprache etymologische Figuren in anderen grammatischen Formen möglich. Ein Beispiel hierfür sind reduplizierende Ablautskomposita, wie z. B. „Singsang“.

## Vorkommen in anderen Sprachen
Wortpaare aus Substantiv und Adjektiv, deren nahe Verwandtschaft auf den ersten Blick auffallen, sind sehr beliebt im Tschechischen, kommen aber auch in anderen Sprachen recht häufig vor.
Auch in den Altsprachen sind etymologische Figuren bekannt. So lautet eine Bezeichnung für einen römischen Beamten lateinisch pater patratus ‚vollbrachter Vater‘; es gibt ein scortum scorteum, wörtl. ‚ledernes Fell‘ (eigentliche Übersetzung unterbleibt) oder als scherzhafte Steigerung bei Plautus: o patrue mi patruissime ,O du mein onkeligster Onkel‘. Das biblische Buch Hoheslied trägt im Original den Titel hebräisch שִׁיר הַשִּׁירִים [ʃir haʃiˈrim], deutsch ‚Lied der Lieder‘, und auch der Titel ‚König der Könige‘, den Herrscher mehrerer altorientalischer Reiche führten (beispielsweise aramäisch מֶלֶךְ מַלְכַיָּא [mɛlɛχ malχaja] (Dan 2,37 )) ist eine etymologische Figur, auch wenn einige so Titulierte über viele Stadtfürsten herrschten, die ihrerseits den Titel מֶלֶךְ Melech ,König‘ trugen.

## Genitivus hebraicus
Für die letztgenannte Figur, in der ein Substantiv durch seinen eigenen Genitiv Plural verdoppelt wird, ist der Begriff des „Genitivus hebraicus“ geläufig. Seine Herkunft und Bedeutung ist Gegenstand wissenschaftlicher Diskussionen:
- J. Gebauer bezeichnet ihn 1929 als Genitivus explicativus, eine Abart des Genitivus qualitatis und hält ihn für einen Hebraismus.
- O. Curme bezeichnet ihn 1931 als Genitivus gradationis (abstufender Genitiv) und erklärt ihn als Übersetzung einer hebräischen Vorlage.
- L. Kellner bezeichnet ihn 1905 als Genitivus superlativus und damit als Ausdruck der größtmöglichen Ausprägung der typischen Eigenschaften einer Sache. Seinen Ausführungen zufolge war er bereits in altgermanischen Dialekten vorhanden und habe auch durch den späteren Einfluss der Bibel seine Stellung behaupten können.
- J. Schröder hingegen hält ihn 1937, wie auch einige andere, für einen reinen Orientalismus, der aus dem Hebräischen über das Kirchenlatein seinen Weg in alle europäischen Sprachen genommen habe.[10]
- S. Štech, der ihn 1967 ebenfalls als Genitivus superlativus bezeichnet, argumentiert dagegen mit Sprachen, für die ein semitischer Einfluss wohl schwer nachzuweisen ist. So dürften die vorbiblisch lateinischen Redewendungen victor victorum, reliquiarum reliquias oder rex regum aus keiner anderen Quelle als der lateinischen Sprache heraus erklärt werden. Analoges gelte auch für einige altnordische Redewendungen. Dennoch bestätigt er Kellner darin, dass sich auch Beispiele biblischer Einflüsse, vor allem im Angelsächsischen, finden lassen.[11]

## Beispiele
- „Das Wasser soll wimmeln von Gewimmel (hebräisch יִשְׁרְצוּ הַמַּיִם שֶׁרֶץ ... [jiʃrətsu haˈmajim ʃɛˈrɛts]) an lebenden Wesen, und Flugtiere sollen fliegen (וְעוֹף יְעוֹפֵף [wəʕoɸ jəʕoɸeɸ]) über der Erde …“ (Gen. 1,20 BHS; Übersetzung: Jan Christian Gertz[12])
- altgriechisch ἵνα στρατεύῃ […] τὴν καλὴν στρατείαν ‚damit du […] den guten Kampf kämpfst‘ (1. Tim 1,18 EU) bzw. ἀγωνίζου τὸν καλὸν ἀγῶνα ‚Kämpfe den guten Kampf‘ (1. Tim 6,12 EU)
- „eine gute Tat tun“
- „ein schönes Leben leben“
- „gar schöne Spiele spiel’ ich mit dir“ (Goethe, Erlkönig, Vers 10)